# Германские походы Германика
Германские походы 14—16 годов н. э. — военные экспедиции под командованием Германика, проводившиеся в первые годы правления Тиберия.

## Наместничество Германика
Германик, отличившийся в ходе подавления Великого Иллирийского восстания, с 10 года был легатом командовавшего в Германии Тиберия, а в конце 12 или начале 13 года, после того как Тиберий был отозван в Рим в связи с ухудшением здоровья Августа, стал легатом Галлии и наместником Германии. Армию, сосредоточенную на Рейне, Тиберий разделил на верхнегерманское (exercitus Germanicus superior) и нижнегерманское (exercitus Germanicus inferior) войска, главные квартиры которых находились, соответственно, в Могонциаке и  
Алтаре убиев. При известии о смерти Августа Рейнские легионы, недовольные условиями службы, подняли мятеж, предложив императорскую власть Германику, но тот отказался становиться узурпатором и подавил выступление.

## Кампания 14 года

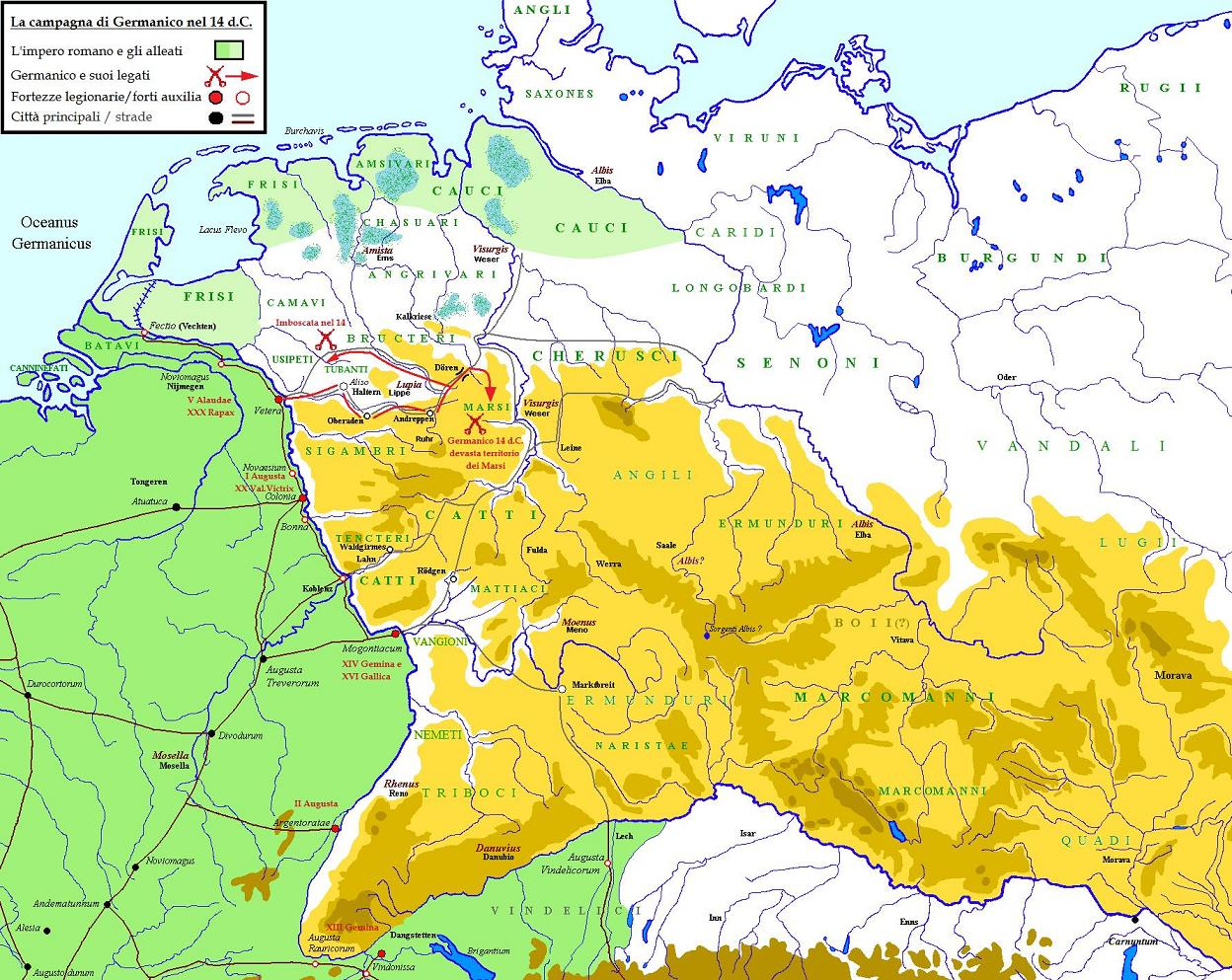
Кампания 14 года. Обратный маршрут Германика указан неверно

Подавив мятеж Нижнерейнских легионов в Ветере, Германик предложил войскам искупить свой проступок, совершив поход на германцев. Несмотря на позднюю осень, римляне навели мост и переправили через Рейн 12 000 легионеров (4 неполных легиона), 26 союзных когорт и 8 ал ауксилий.
Германик решил атаковать племя марсов. Быстро пройдя через Цезийский лес у истоков Лупии, римляне достигли линии недостроенного Тиберием лимеса, за которым начинались земли марсов. Германик поставил лагерь на лимесе, укрепив его с фронта и тыла валами, а с флангов засеками. Оттуда войска двинулись на восток в гористую, поросшую лесом местность. Достигнув земли марсов, наместник собрал военный совет, на котором обсуждались два маршрута наступления: короткий и хорошо известный или более трудный, незнакомый римлянам и не охраняемый неприятелем.
Получив от разведки сообщение, что ночью германцы справляют праздник с пирами и игрищами, римляне со всей возможной быстротой выступили к их селениям. Впереди с лёгкими когортами был послан Авл Цецина Север, расчищавший дорогу в лесу, следом шли легионы. Ночному маршу содействовала ясная лунная ночь. Подойдя к местам обитания марсов, римляне выставили заслоны. Перепившиеся германцы не ожидали нападения и не поставили дозоры, поэтому нападение Германика стало для них неожиданностью. Чтобы опустошить возможно большее пространство, наместник разделил войска на четыре отряда, которые построил клиньями, и благодаря этому римляне предали огню и мечу и сровняли с землёй все поселения на пятьдесят миль в окружности, вырезав марсов без различия пола и возраста, и уничтожив святилище богини Танфаны. Тацит пишет, что в ходе этой бойни ни один воин не был даже ранен.
Возмущённые резнёй племена бруктеров, тубантов и узипетов устроили в лесистых ущельях на обратном пути римлян засаду, но римская разведка снова сработала хорошо и повторить разгром Вара германцам не удалось. Германик решил форсировать горный проход, двинув вперёд половину конницы и вспомогательных когорт, за ними I легион, позади него обоз, который справа прикрывал V Жаворонков, а слева XXI Стремительный. С тыла обоз охранял XX легион, а в арьергарде шла вторая половина ауксилий. Дождавшись, когда римляне втянутся в ущелья, германцы связали боем голову колонны и фланги, а основными силами обрушились на арьергард. Вспомогательные колонны не выдержали натиска, и тогда Германик, подскакав к порядкам XX-го прокричал, что пора искупить позор мятежа воинской доблестью. Легионеры бросились в атаку, прорвали порядки противника, погнали германцев по ущелью и, выйдя на открытое место, наголову их разбили. Устроившие засаду племена сами оказались в ловушке, когда тяжёлая римская пехота атаковала их легковооружённых воинов в горном проходе. Тем временем передовые части вышли из ущелья и заново укрепили расположенный перед ним лагерь, который германцы, вероятно, успели частично разрушить.
Окончив поход, войска вернулись на левобережье Рейна. Осенняя экспедиция была предпринята без санкции Рима, но Тиберий, понимая её значение для восстановления дисциплины в войсках, не без некоторого неудовольствия всё же одобрил действия Германика.

## Кампания 15 года

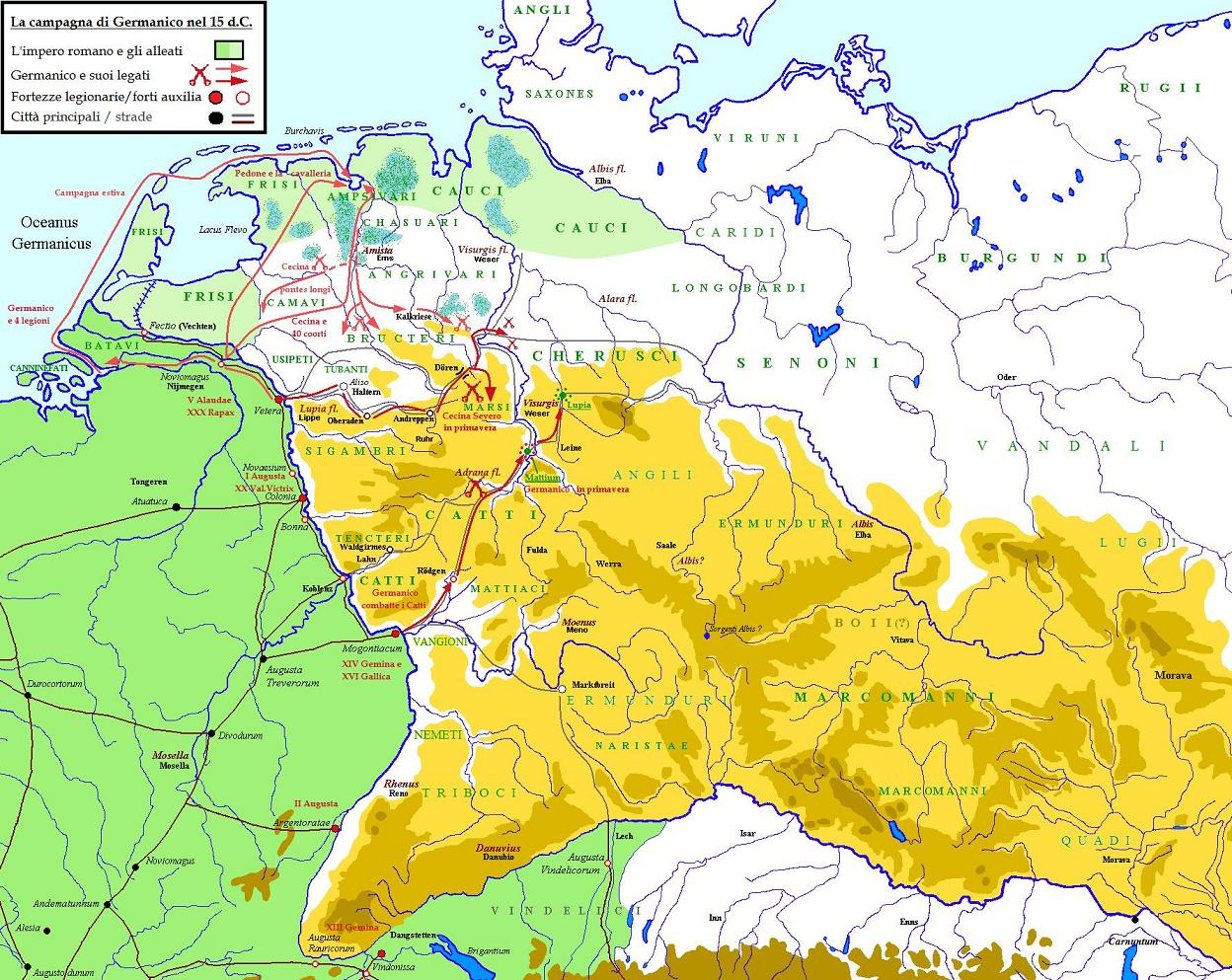
Кампания 15 года

В начале года сенат назначил Германику триумф за победу над германцами, но тот отказался ехать в Рим, сославшись на беспокойную обстановку на границе. Назначением триумфа Тиберий выказывал удовлетворение действиями по прекращению мятежа и намекал на то, что войну следует заканчивать. Часть вспомогательных войск была передислоцирована с Рейнской границы, в том числе I Галльская Добровольческая когорта, переведённая в Далмацию. Германик был иного мнения, хотел добиться военной славы, отомстить за поражение Вара и вернуть славу римскому оружию. С последним аргументом, находившимся в русле политики Августа, император был согласен, тем более, что это позволяло ему начать правление с военных успехов.
Германик собирался возобновить военные действия летом, но известие о конфликте Арминия с правителем хаттов Сегестом заставило его выступить в начале весны. Сегест был союзником римлян до начала всеобщего восстания, германцы ему не доверяли, а Арминий похитил его дочь Туснельду, обещанную другому, и женился на ней, что только усилило вражду.
Пользуясь тем, что весеннее половодье было слабым и почва оставалась достаточно сухой, римляне вторглись на германскую территорию по двум направлениям. Цецина с четырьмя нижнерейскими легионами, 5000 ауксилиариев и спешно набранными отрядами левобережных германцев перешёл Рейн и двинулся на восток берегом Лупии, а сам Германик с верхнерейнскими легионами и 10 000 ауксилиариев, выступив из Могонциака, направился на северо-восток. Построив на развалинах оборонительных сооружений, возведённых его отцом в Тавнских горах, укрепление, он оставил там отряд Луция Апрония для прокладки дорог и переправ от Могонциака, так как опасался, что на обратном пути из-за дождей реки выйдут из берегов, и форсированным маршем двинулся на хаттов, часть которых встала на сторону Арминия против Сегеста.
Застав хаттов врасплох, римский командующий заставил мужчин спасаться вплавь через реку Адрану, а женщин и детей либо взял в плен, либо перебил на месте. Хаттские воины, переплыв реку, пытались помешать римлянам навести мост, но были отогнаны лучниками. Римляне сожгли главное поселение хаттов Маттий и опустошили его округу, после чего Германик повернул назад к Рейну. Херуски планировали оказать помощь хаттам, но манёвры Цецины, прикрывавшего фланг армии наместника, сорвали их замыслы, а марсы, пытавшиеся отомстить за прошлогоднее поражение, были им разбиты.
Сегест, осаждённый восставшими соплеменниками, просил помощи у римлян и Германик, развернувшись, разбил мятежников и освободил бывшего союзника, заодно захватив беременную жену Арминия. По мнению Дельбрюка, крепость Сегеста находилась на горе Гротенбург на юго-западе Тевтобургского леса, в трёх милях от римского лагеря в Ализоне, который был восстановлен в ходе этой кампании. Разгневанный вождь херусков призвал соседние племена на борьбу с римлянами и был поддержан даже своим влиятельным дядей Ингвиомером, что вызвало опасения у Германика. Стремясь помешать варварам соединиться, римский командующий совершил поход в земли бруктеров, рассчитывая сначала разгромить их, а затем ударить по херускам. Цецина со своими легионами полного состава (40 когорт) снова перешёл Рейн и направился вдоль течения Лупии к Амизии, чтобы отвлечь основные силы Арминия. Германик на кораблях перевёз армию Верхней Германии (половинного состава) по Рейну до Фектиона, затем каналом Друза в «озера» и, пройдя берегом Фризии, вошёл в устье Амизии, где к нему присоединились хавки, вставшие на сторону римлян. Префект Альбинован Педон вёл 8 ал ауксилиарной конницы из Новиомага через земли фризов к устью Амизии, прикрывая флот Германика со стороны берега, а войска Цецины с севера. Части соединились на средней Амизии, составив армию численностью не менее 60 тысяч человек.
Отряд лёгкой пехоты Луция Стертиния рассеял бруктеров, поджёгших свои селения; среди добычи римляне обнаружили орла XIX легиона. Затем армия опустошила более отдалённые районы, населённые бруктерами, между Амисией и Лупией, неподалёку от Тевтобургского леса. Воспользовавшись случаем, Германик устроил торжественное погребение останков легионеров Вара, что, по словам Тацита, не понравилось Тиберию, заявившему, что подобная церемония способна подорвать дух войска и напомнившему наместнику, что участие в погребении несовместимо с его полномочиями авгура.
Тем временем войско Арминия подошло к Тевтобургскому лесу с востока. Германик выступил против него и Арминий начал отступление через леса и болота. Наместник двинул в преследование конницу, за которой шла вспомогательная пехота, а затем легионы. При помощи ловких манёвров германцы вывели противника на удобное для сражения место. Став лагерем на широкой поляне, Арминий укрыл конницу в поросшем лесом овраге на фланге. Германик приказал своей коннице связать врага боем до подхода основных сил. Германская пехота, построившись в круг, медленно отступала к лесу. Дождавшись, когда вся римская кавалерия втянется в бой, Арминий остановился и контратаковал, а засадный отряд ударил неприятелю во фланг и тыл. Разбитые римляне бежали, смяв подходившие когорты ауксилий. Вождь херусков загнал пехоту в болото и от полного разгрома части были спасены только благодаря подходу легионов Германика, боя с которыми Арминий не принял. Наместник не рискнул преследовать противника в незнакомой стране и вернулся к кораблям.
Наступил сентябрь, сезон военных действий подходил к концу и римляне начали отступление к Рейну. Германик с верхнерейнскими войсками возвращался на кораблях, конница Альбинована Педона шла берегом моря, а нижнерейнские части Цецины двинулись по дороге, проложенной в своё время Домицием Агенобарбом от истоков Амисии к Рейну через леса и болота. Флот вышел на мелководье, по-видимому, при входе во Флевонское озеро, и чтобы корабли не сели на мель Германик распорядился направить II и XIV легионы под командованием легата Публия Вителлия сушей вдоль берега. Вскоре после высадки римлян (согласно Тациту, это произошло в день осеннего равноденствия) северный ветер нагнал сильную волну и войска едва не погибли при наводнении. К ночи Вителлию удалось вывести людей на сухое место и на следующий день легионеры достигли протоки, где их ждали корабли Германика. На берегу протоки наместник построил лагерь Флевум, ставший самым северным укреплением на Рейнской границе и форпостом в землях фризов.
Войска Цецины были атакованы Арминием и Ингвиомером на «Длинных гатях» и едва не разделили судьбу легионов Вара, пробившись на запад лишь после жестокого сражения. Отступив за Рейн, Германик выплатил своим поредевшим войскам награду из собственных средств. Потери римлян в кампании 15 года были значительны и приводить войска в порядок пришлось за счёт ресурсов Италии, Галлии и Испании, и, вероятно, проводить новый воинский набор.
Результаты кампании были не слишком удовлетворительны, но Тиберий пожаловал триумфальные отличия Авлу Цецине Северу, Луцию Апронию и легату Верхней Германии Гаю Силию Цецине Ларгу. Вероятно, тогда же I легион получил прозвание Германского. В преддверии решительных действий в следующем году Тиберий направил на Рейн две преторианские когорты под командованием своего личного друга Сея Туберона с задачей присматривать за наместником и в случае крупных успехов не допустить его провозглашения императором.

## Кампания 16 года

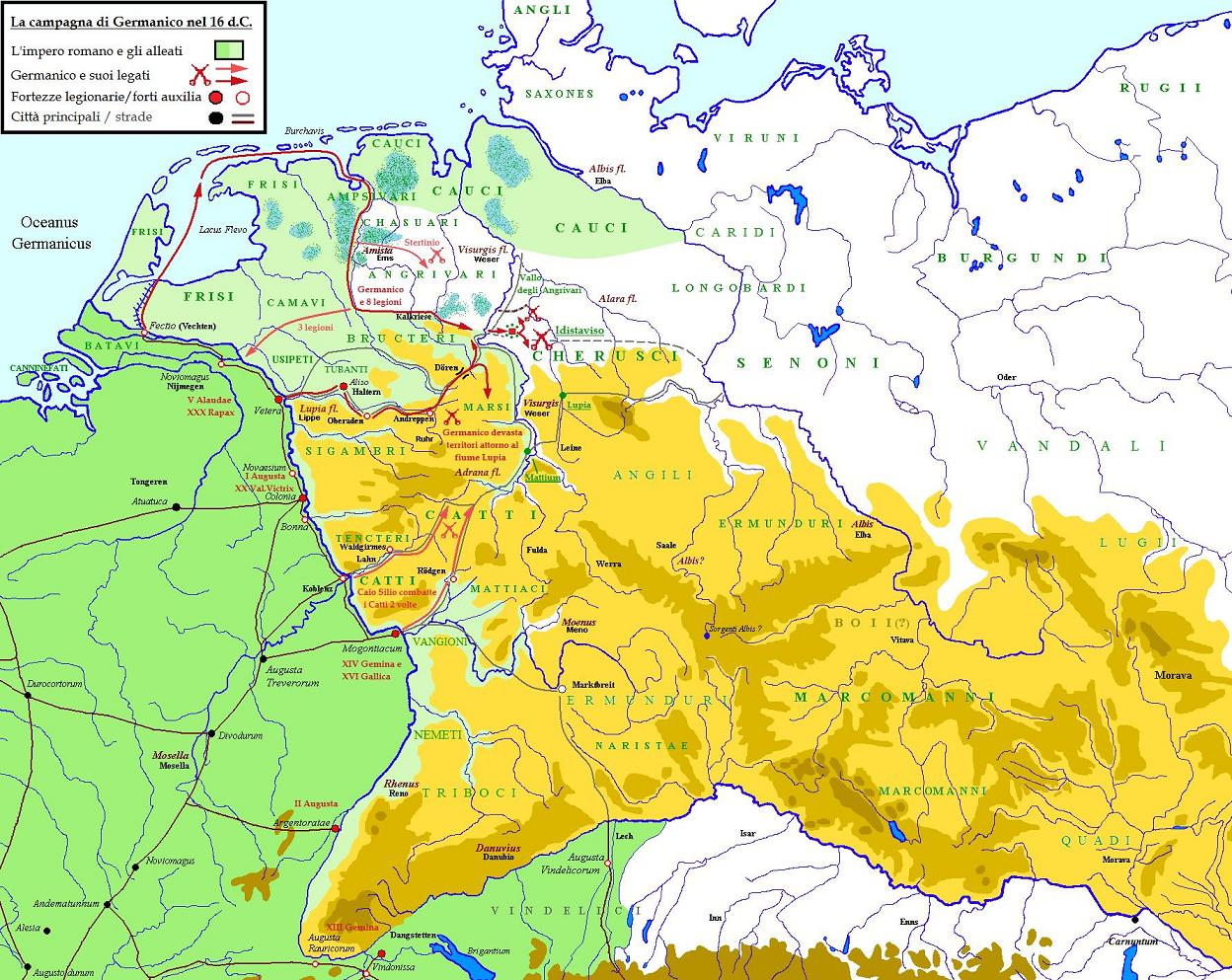
Кампания 16 года

Германик сделал выводы из двух прошедших кампаний.

Он видел, что германцы не могут устоять в правильных битвах на подходящей для этого местности; им помогают леса, болота, короткое лето и ранняя зима; в действиях против германцев воины не столько страдают от ран, сколько от больших расстояний, которые им приходится проходить, и от убыли вооружения; Галлия больше не в состоянии поставлять лошадей; длинная вереница обозов уязвима для засад, и охранять её трудно.— Тацит. Анналы. II. 5
Доставка войск морем позволила бы раньше начать кампанию и обезопасила бы коммуникации от нападений противника.
Направив Публия Вителлия и Гая Анция для сбора податей в Галлию, он поручил 
Силию, Антею и Цецине снаряжение флота.

Было сочтено достаточным соорудить тысячу судов, и вскоре они были готовы — одни короткие, с тупым носом и такой же кормой, но широкие посредине, чтобы лучше переносить волнение на море, другие — плоскодонные, чтобы могли без повреждения садиться на мели; у большинства кормила были прилажены и сзади, и спереди, чтобы, гребя то вперёд, то назад, можно было причалить, где понадобится; многие суда с настланными палубами для перевозки метательных машин были вместе с тем пригодны и для того, чтобы перевозить на них лошадей или продовольствие…— Тацит. Анналы. II. 6
Местом сбора войск и флота был назначен Батавский остров, расположенный между Нижним Рейном, Вагалом и Мозой. Вероятно, тогда же для обороны этого острова с севера на правом берегу Рейна была возведена Кастра Геркулис (ныне Арнем), находившаяся в 17,5 км к северу от Батаводурума. В трёх с половиной километрах ниже по течению римляне устроили большой лагерь, ныне известный как Дриль, а во Флевуме оборудовали причалы для кораблей разных классов.
Пока флот готовился, Германик узнал об осаде укрепления на Лупии войсками Арминия. Направив Гая Силия с верхнегерманскими ауксилиями в набег на земли хаттов, сам он с шестью легионами (нижнегерманские и, вероятно, II Августа и XIII Близнецов) выступил на помощь осаждённым. Принудить Арминия к бою не удалось, так как при подходе римлян германцы сняли осаду. Они успели разметать курган, насыпанный над останками воинов Вара и разрушить алтарь Друза. Германик восстановил жертвенник своему отцу и торжественно провёл мимо него легионы, но курган заново насыпать не стал. Силий из-за внезапно начавшихся ливней взял лишь небольшую добычу, а также захватил жену и дочь нового вождя хаттов Арпа (Укромера). Район между Рейном и Ализоном был усилен новыми пограничными укреплениями и валами.
Когда флот был собран, Германик прошёл каналом Друза, озёрами и берегом Северного моря до устья Амизии и там высадился на левом берегу реки, что Тацит считает ошибкой, поскольку затем пришлось потратить много времени для наведения мостов и переправы на другую сторону. Основные силы переправились до наступления прилива, но батавские вспомогательные когорты, замыкавшие марш, смело бросились в воду и часть воинов погибла. Переправившись, наместник узнал, что в тылу у римлян отложились ангриварии и направил против них с карательной экспедицией Стертиния с конницей и лёгкой пехотой.
Дельбрюк, анализировавший сообщение Тацита, полагал, что римский историк не знал расположения германских рек и перепутал Амизию с Визургием, кроме того, шесть легионов Германика, стоявших весной у Ализона, находились не более чем в четырёх переходах от Визургия и отправка их кружным путём по морю кажется немецкому исследователю странной затеей. Дельбрюк полагает, что флот перевёз продовольствие и два полных легиона, а остальные части, укрепив область между Лупией и Рейном, соединились с Германиком где-то на Среднем Визургии, вероятно у Вестфальских ворот около нынешнего Миндена. По другому мнению, Германик, перейдя Амизию, двинулся северным путём между современными Бременом и Эмденом, а затем долиной Визургия, где к нему присоединились союзные хавки, пошёл на юг до границы земель ангривариев и херусков, где стал готовиться к переправе. К другому берегу подошёл с войсками Арминий и в одну из ночей состоялась его знаменитая перебранка с братом Флавом, служившим у римлян. Дельбрюк считает всю эту историю выдумкой, позаимствованной Тацитом у какого-то эпического поэта, хотя и косвенно свидетельствующей о том, что поход мог сопровождаться переговорами со свободными германцами.
На следующий день, когда мосты ещё не были наведены, на правый берег Визургия переправилась конница под командованием Стертиния и примипила первого манипула Эмилия, а также батавы Хариовальда. Последнего противник заманил в засаду, где вождь батавов со многими знатными людьми погиб в упорном бою, а остаток его отряда спасли подошедшие римляне.

### Битва при Идиставизо

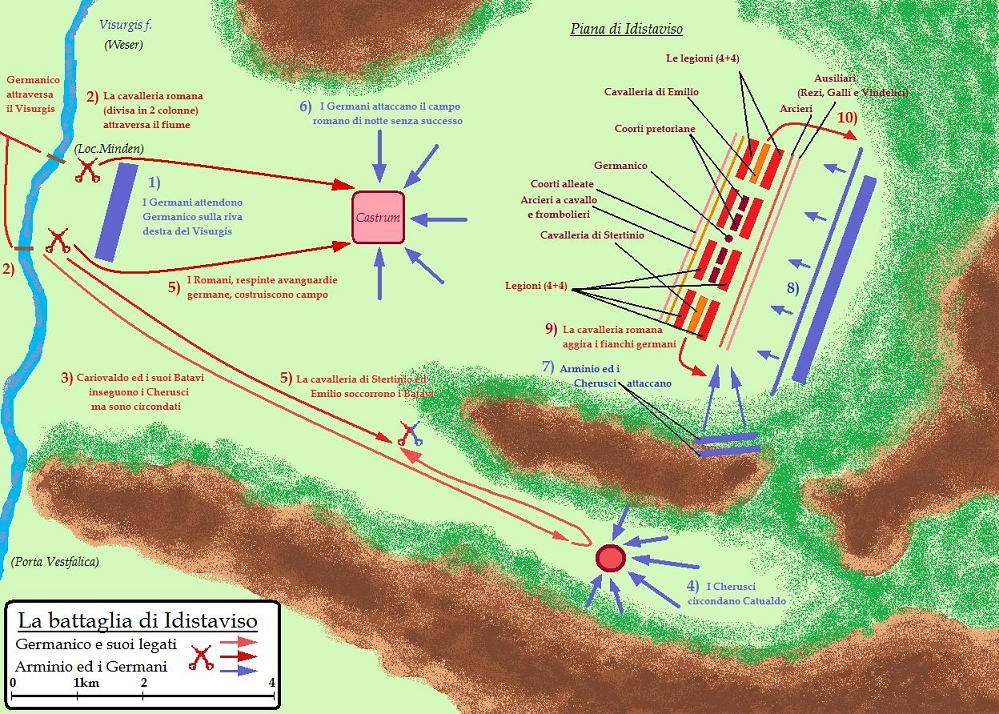
Битва при Идиставизо

Переправившись через реку, Германик узнал от разведчиков, какое место Арминий выбрал для сражения, а также получил сведения, что вожди нескольких племён, собравшись в посвящённой Геркулесу роще, решили ночью атаковать римский лагерь. Эта затея не удалась, так как, подойдя к римлянам около третьей стражи, германцы обнаружили на стенах готовые к бою когорты.
Утром состоялось сражение на равнине Идиставизо, между берегом Визургия и холмами, где начинался лес. По словам Тацита, «она имеет неровные очертания и различную ширину, смотря по тому, отступают ли берега реки или этому препятствуют выступы 
гор». В тылу германцев были высокие деревья без подлеска. Впереди стояли союзники Арминия, а сами херуски заняли позицию на холмах, вероятно, чтобы атаковать римлян, когда передовые части германцев обратятся в притворное бегство. В войске Арминия находились хатты Арпа (Укромера), марсы Малловенда, бруктеры Дендорига, фосы, узипеты, тубанты, тенктеры, хавки, ангриварии, маттиаки, лангобарды и ампсиварии.
У римлян впереди шли вспомогательные части галлов и германцев, за ними пешие лучники, 
затем четыре нижнегерманских легиона и Германик с двумя преторианскими когортами и 
отборной конницей, во второй линии четыре легиона Цецины, лёгкая пехота, конные лучники и когорты союзников.
Предположительно, нетерпение германцев, бросившихся на противника, не дожидаясь, пока римляне втянутся в узкое место между холмами, сорвало планы Арминия. Херуски также не удержались и ввязались в бой с первой линией римских ауксилий. Германик отреагировал немедленно, приказав коннице Альбинована Педона охватить германские фланги, а конным лучникам Стертиния зайти неприятелю в тыл. Оказавшись в окружении, Арминий пытался пробиться через порядки Стертиния, и едва не добился успеха, но Германик вовремя подтянул союзные когорты ретов, винделиков и галлов и предотвратил прорыв. Самому вождю херусков удалось выбраться, перемазав кровью лицо, чтобы его не узнали (говорили, что хавки его узнали, но пропустили), Ингвиомер также ушёл, часть воинов смогла бежать или спасалась вплавь через реку, но много германцев погибло и в плен попали вожди хаттов и бруктеров. Римляне преследовали противника на расстоянии в 10 000 шагов, а сама битва продолжалась с десяти часов утра до темноты. По словам Тацита, «это была большая победа и почти не стоившая нам крови».

### Битва у вала ангривариев

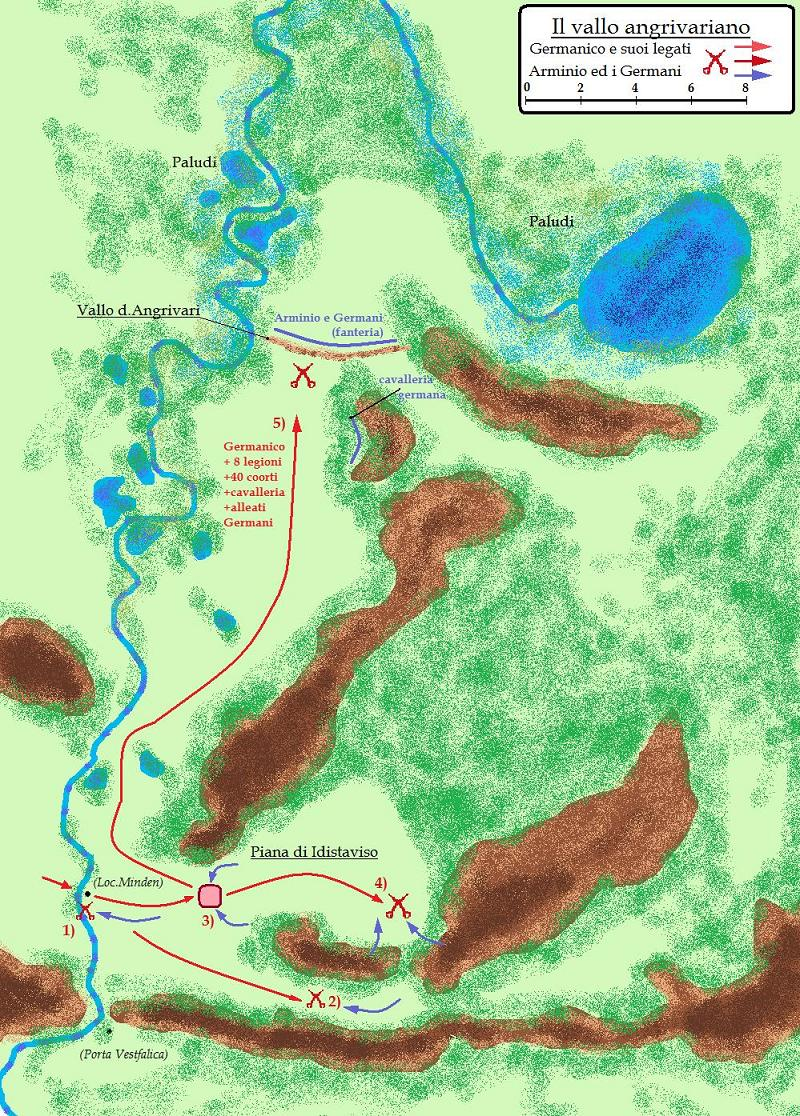
Битвы при Идиставизо и у вала ангривариев

По окончании сражения воины на поле боя провозгласили Тиберия императором и воздвигли трофей, что, по словам Тацита, настолько возмутило германцев, что в племенах, уже готовившихся бросить свои селения и уходить за Альбис, взялись за оружие и стар и млад, позволив Арминию в короткий срок выставить новое войско взамен уничтоженного. Приведя римлян в расстройство частыми атаками маршевых колонн, германцы выбрали место для нового сражения, расположенное «между рекой и лесами, с тесной и топкой равниною посередине; да и леса отовсюду были окружены непроходимым болотом, кроме той стороны, где ангриварии, чтобы отгородиться от херусков, возвели широкую насыпь». Пехота заняла место на валу, а конница укрылась в соседних рощах, чтобы атаковать римлян, когда те углубятся в лес.
Германик, узнавший о планах Арминия от перебежчика, разделил свою армию на три части. Конница, порученная Луцию Сею Туберону, должна была связать боем конницу противника, часть пехоты под командованием самого наместника штурмовала насыпь ангривариев в лоб, другая часть должна была обойти вал через холмы и болота и ударить по германцам с фланга. Тацит даёт настолько путанное описание сражения, что Дельбрюк отказывается его анализировать, но, по-видимому, фронтальная атака вала четырьмя нижнегерманскими легионами и преторианцами была отражена и римляне понесли большие потери. Тогда Германик применил против варваров метательное оружие. Германцы были вынуждены отступить и укрыться за насыпью, после чего наместник лично повёл в атаку преторианцев и овладел ею. Варвары Ингвиомера, оборонявшие вал, отступили в лес, где заняли новую позицию. Восемь легионов и ауксилии атаковали противника и до ночи в лесах и болотах шёл крайне упорный ближний бой, причём Германик сражался без шлема, чтобы воины его видели. Пленных было приказано не брать. Ближе к концу боя один легион был отведён для устройства лагеря. Конница Туберона не смогла опрокинуть противника и Арминию снова удалось уйти. На следующий день наместник соорудил трофей с посвящением Юпитеру, Марсу, Августу и Тиберию. Себя он не упомянул, чтобы не вызывать зависти и подозрений.
Дельбрюк отрицает факт крупных сражений, описанных Тацитом, полагая, что речь может идти в лучшем случае о малозначительных стычках, размеры которых были многократно преувеличены панегиристами Германика, а Тацит, по его мнению, черпал информацию не из исторических сочинений, а у какого-то поэта. Этот автор не представляет, каким образом римскому наместнику удалось бы навязать вождю херусков решительную битву и пишет, что из рассказа Тацита вообще невозможно понять, на каком берегу реки состоялись сражения и происходила ли битва на валу ангривариев в ходе дальнейшего наступления римлян или уже на их обратном пути. Авторы «Кембриджской древней истории» также считают, что римляне провели в Германии ряд точечных операций, улучшив свои позиции, но не добившись значительных успехов. Относительно причин, по которым Арминий ввязался в большую битву, есть несколько предположений (к примеру, он мог быть принуждён к ней по настоянию союзников или был вынужден оборонять собственную территорию херусков, на которую вторгся неприятель), но размеры поражения при Идиставизо явно преувеличены Тацитом, учитывая то, насколько быстро германцы оправились и выставили новое войско.

### Катастрофа в Северном море
Наступила середина лета и Германик двинулся в обратный путь, приказав ауксилиям Стертиния вернуть ангривариев к повиновению. Варвары покорились и их мятеж был прощён. Достигнув Амизии, Германик отправил Цецину с нижнегерманскими легионами сушей к Ветере, а сам с остальными войсками отплыл морем, но, выйдя из устья Амизии, он попал в шторм и его флот был частью разбит о скалы, частью рассеян. Трирема командующего села на мель у побережья хавков и Германик, считавший, что флот погиб, был в таком отчаянии, что собирался покончить с собой. Значительную часть кораблей всё же удалось собрать, но потери были велики, и много выброшенных на берег воинов попало в руки германцев, у которых их пришлось выкупать. Часть римлян оказалась в Британии, откуда местные правители вернули их на родину. Тацит приводит красочное описание бедствия, постигшего римлян, добавляя в конце, что «каждый, вернувшись из дальних краёв, 
рассказывал чудеса о невероятной силе вихрей, невиданных птицах, морских чудовищах, полулюдях-полузверях — обо всём, что он видел или во что со страху уверовал».
По мнению Рихарда Хеннига, странные для южан «полулюди-полузвери» были обыкновенными для северных морей тюленями, внешность которых позднее вызывала удивление и у соотечественника Тацита Христофора Колумба. Этот исследователь считает, что ничего феноменального в буре, разметавшей римские корабли, не было, так как летом в Северном море штормы редки, а римлян подвело отсутствие навыков мореходства в океанских водах, в результате чего сильную грозу, после которой несколько дней держалась штормовая погода, они восприняли как событие, «превосходящее всякое представление». Об этом же свидетельствует сохранившийся у Сенеки отрывок из стихов Педона Альбинована, приятеля Овидия, очевидно, тождественного командиру конницы у Германика. В этом произведении «прекрасно переданы ощущения римской «сухопутной крысы», на довольно спокойном Северном море». Хенниг полагает, что часть римлян была выброшена на утёсы Гельголанда, откуда их потом забрали корабли, посланные Германиком.

### Окончание войны
Слухи о гибели римского флота пробудили у германцев новые надежды и чтобы пресечь начавшиеся волнения Германик послал Гая Силия с тридцатью тысячами пехоты и тремя тысячами конницы против хаттов, а сам с ещё большим войском двинулся на марсов. Меньшая часть этого племени во главе с вождём Малловендом перешла на сторону Рима после летней кампании, но большинство осталось союзниками Арминия. Малловенд сообщил, что один из легионных орлов армии Вара зарыт в священной роще и охраняется небольшими силами. Германик выслал туда отряд, часть которого отвлекла противника на себя, а другая пробралась в рощу с тыла и откопала инсигнию, в то время как сам командующий совершил карательный поход против марсов.
По окончании кампании войска были отведены за Рейн. Германик считал, что противник уже склоняется к миру и для успешного завершения войны понадобится всего один сезон, но Тиберий настойчиво звал его в Рим, предлагая наместничество на Востоке и убеждая передать командование Друзу Младшему, чтобы и тот получил свою долю славы. В конце концов Германик уступил, хотя и не сомневался, что император ревнует к его славе и опасается его популярности в войсках. Дельбрюк полагает, что сообщение Тацита «таит в себе зерно истины, несмотря на то, что мы совершенно отрицаем факт одержания римлянами двух крупных побед над херусками», и что своей свободой германцы обязаны страху Тиберия перед возможностью узурпации власти Германиком, если бы тому удалось привести варваров к покорности.
Современные исследователи также соглашаются с тем, что Германик мог завоевать Германию, но признают и справедливость доводов Тиберия, поскольку удержание этой страны потребовало бы значительных усилий и расходов, и не приносило бы империи никакой материальной выгоды.
26 мая 17 года Германик справил триумф, в котором в качестве пленных, как пишет Страбон: «…шли (…) знатнейшие мужи и женщины и вождь херусков Сегимунд, сын Сегеста, и его сестра Туснельда, жена Арминия, стоявшего во главе херусков при нарушении договора с Квинтилием Варом и всё ещё продолжавшего войну, и их трёхлетний сын Тумалик. Там были ещё Сеситак, сын Сегимера, вождя херусков, его жена Рамия, дочь Укромера, вождя хаттов, сугамбр Дендориг, сын Байторига, брата Мелона. Тесть Арминия Сегест с самого начала не согласился с его мнением и, выбрав время, перебежал к римлянам; поэтому во время триумфа он шёл с почётом среди лучших друзей. В торжественном шествии вели жреца хаттов Либея; в этом шествии вели и других пленных из разгромленных племён — каулков и кампсанов, бруктеров, узипов, херусков, хаттов, хаттуариев, ландов, тубантов».
Высокие отличия, которых удостоился Германик, были «во многом незаслуженными», так как его германские кампании сложно назвать успешными. К тому же в ходе этих операций Германик сполна продемонстрировал свою характерную черту: пренебрежение людскими потерями, впервые проявившееся при подавлении Иллирийского восстания.

## Последствия
В том же году началась война Арминия с Марободом, которого вождь херусков обвинил в предательстве германских интересов. Ингвиомер покинул племянника, вероятно, считая его амбиции чрезмерными, но это не помешало крупному сражению между Арминием и Марободом на севере Герцинского леса. Упорный бой не дал перевеса ни одной из сторон, но на следующий день части Маробода начали переходить к противнику и вождь маркоманов был вынужден бежать в Бойгем, после чего просил о помощи Тиберия. Принцепс отказал, напомнив, что сам Маробод ничем не помогал Германику. Арминий во владения противника не вторгся, возможно, из-за уже понесённых больших потерь, либо из опасения римского вмешательства.
Отказавшись от продолжения войны на Рейне Тиберий направил наместником в Иллирию Друза Младшего, которому были подчинены войска Дунайского лимеса. Друз имел задание натравливать германцев друг на друга и добиться развала государства Маробода. Римляне профинансировали выступление Катуальда, который в 19 году захватил столицу Маробода и вынудил вождя маркоманов бежать на римскую территорию. Самого Катуальда вскоре сверг союзник Рима вождь гермундуров Вибилий, который, по-видимому, также действовал по подстрекательству Друза.
В том же или в 21 году погиб Арминий, против которого выступили племена, недовольные его претензиями на общегерманскую власть. В ходе этой междоусобной войны вождь хаттов Адгандестрий даже предложил римлянам ликвидировать предводителя херусков, если империя пришлёт ему яд. Сенат и принцепс благоразумно отказались. Тацит считает, что они таким образом сравнялись благородством с консулами Фабрицием и Эмилием, отклонившими аналогичное предложение личного врача царя Пирра об устранении своего господина, но более вероятно, что римляне посчитали невыгодным позориться в глазах германцев. Арминий вскоре пал жертвой заговора своих приближённых, а Друзу Младшему сенат предоставил триумф, так как в результате его действий в Германии не осталось племенных союзов, способных угрожать Риму.

## Комментарии
1. ↑  Из рассказа Тацита непонятно, о чём именно идёт речь, но вероятно, это был лагерь, из которого Германик выступил против марсов, и который заранее предназначался в качестве укрытия на обратном пути (Савин, с. 204)